# خواجه ابونصر پارسا
برهان‌الدین محمد ابونصر پارسا عارف، شاعر، صوفی نامی و پیشوای طریقت نقشبندیه سده نهم هجری قمری، از هرات، افغانستان است. او از بزرگان فرقهٔ نقشبندیه بود و بعد از پدرش ـ خواجه محمد ـ جامع علوم شریعت و فنون طریقت در این فرقه شد. از ابونصر پارسا رساله‌ای به زبان فارسی باقی مانده است که نسخهٔ منحصر به فردی از آن در بنیاد شرق‌شناسی ابوریحان بیرونی واقع در تاشکند موجود است.
ابونصر در سال ۸۶۵ هجری قمری در بلخ درگذشت و دو سال بعد، همزمان با سال ۱۴۶۲ میلادی، گوهرشاد بیگم آرامگاهی با گنبدی زیبا برای او ساخت که به گنبد عالی معروف است و به مرکز طریقت او تبدیل شد. بعدها مدرسه‌ای و سپس مسجدی کنار آرامگاه این عارف و به نام او ساخته شد. 